# Роуч, Джей
Мэтью Джей Роуч (англ. Mathew Jay Roach; род. 14 июня 1957, Альбукерке, Нью-Мексико, США) — американский режиссёр и продюсер. Он наиболее известен как режиссёр фильмов об Остине Пауэрсе (1997–2002), «Знакомство с родителями» (2000), «Знакомство с Факерами» (2004), «Ужин с придурками» (2010), «Грязная кампания за честные выборы» (2012), «Трамбо» (2015), и «Скандал» (2019). 
В 2008 году получил две премии «Эмми» за работу над телефильмом «Пересчёт».
С 17 апреля 1993 года женат на солистке The Bangles Сюзанне Хоффс. У супругов родились два сына — Джексон Уайли Роуч (09.02.1995) и Сэм Рэйфилд Роуч (10.11.1998).

## Фильмография
| Год  |    | Русское название                            | Оригинальное название                       | Роль                    |
| ---- | -- | ------------------------------------------- | ------------------------------------------- | ----------------------- |
| 1990 | ф  | Радио «Зоопарк»                             | Zoo Radio                                   | режиссёр                |
| 1993 | с  | Космические спасатели                       | Space Rangers                               | сопродюсер              |
| 1993 | тф | Спасательный модуль                         | Lifepod                                     | сопродюсер, сценарист   |
| 1994 | ф  | Сметённые огнём                             | Blown Away                                  | помощник продюсера      |
| 1996 | ф  | Пустое зеркало                              | The Empty Mirror                            | продюсер                |
| 1997 | ф  | Остин Пауэрс: Международный человек-загадка | Austin Powers: International Man of Mystery | режиссёр                |
| 1999 | ф  | Остин Пауэрс: Шпион, который меня соблазнил | Austin Powers: The Spy Who Shagged Me       | режиссёр                |
| 1999 | ф  | Тайна Аляски                                | Mystery, Alaska                             | режиссёр                |
| 2000 | ф  | Знакомство с родителями                     | Meet the Parents                            | режиссёр, продюсер      |
| 2002 | ф  | Остин Пауэрс: Голдмембер                    | Austin Powers in Goldmember                 | режиссёр                |
| 2004 | ф  | 50 первых поцелуев                          | 50 First Dates                              | исполнительный продюсер |
| 2004 | ф  | Знакомство с Факерами                       | Meet the Fockers                            | режиссёр, продюсер      |
| 2005 | ф  | Автостопом по галактике                     | The Hitchhiker’s Guide to the Galaxy        | продюсер                |
| 2006 | ф  | Борат                                       | Borat                                       | продюсер                |
| 2007 | ф  | Проделки в колледже                         | Charlie Bartlett                            | продюсер                |
| 2008 | ф  | Мамаша                                      | Smother                                     | продюсер                |
| 2008 | тф | Пересчёт                                    | Recount                                     | режиссёр, продюсер      |
| 2009 | ф  | Бруно                                       | Brüno                                       | продюсер                |
| 2010 | ф  | Ужин с придурками                           | Dinner for Schmucks                         | режиссёр, продюсер      |
| 2010 | ф  | Знакомство с Факерами 2                     | Little Fockers                              | продюсер                |
| 2012 | тф | Игра изменилась                             | Game Change                                 | режиссёр                |
| 2012 | ф  | Грязная кампания за честные выборы          | The Campaign                                | режиссёр, продюсер      |
| 2015 | ф  | Трамбо                                      | Trumbo                                      | режиссёр                |
| 2016 | тф | До самого конца                             | All the Way                                 | режиссёр                |
| 2019 | ф  | Скандал                                     | Bombshell                                   | режиссёр, продюсер      |
| 2025 | ф  | Война супругов Роуз                         | The Roses                                   | режиссёр, продюсер      |
|      | ф  | Одиннадцать друзей Оушена                   | Ocean's Eleven                              | режиссёр                |